# Horia Toboc
Horia Toboc (Rumania, 7 de febrero de 1955) es un atleta rumano retirado especializado en la prueba de 400 m, en la que consiguió ser medallista de bronce europeo en pista cubierta en 1979.

## Carrera deportiva
En el Campeonato Europeo de Atletismo en Pista Cubierta de 1979 ganó la medalla de bronce en los 400 metros, con un tiempo de 46.86 segundos, tras el checoslovaco Karel Kolář (oro con 46.21 segundos) y el italiano Stefano Malinverni.